# (5734) Noguchi
(5734) Noguchi est un astéroïde de la ceinture principale.

## Description
(5734) Noguchi est un astéroïde de la ceinture principale. Il fut découvert le 15 janvier 1989 à Kitami par Kin Endate et Kazuro Watanabe. Il présente une orbite caractérisée par un demi-grand axe de 2,35 UA, une excentricité de 0,07 et une inclinaison de 7,4° par rapport à l'écliptique.

## Compléments